# Коса (оружие)
Боевая коса — это древковое режущее оружие пехоты, которое представляло собой древко или шест, с насаженным на него лезвием от косы, шинковочным ножом или специально изготовленным двулезвийным клинком, чаще дугообразной формы.
Оружие использовалось польскими и литовскими (белорусскими) крестьянами в восстании 1830 года против Российской империи (см. Косиньеры), а также встречалось в вооружении китайцев.
По словам известного австрийского оружиеведа второй половины XIX века Ведалена Бейхама, боевой косой можно считать итальянскую гвизарму XV-XVI веков (фр. guisarme) — древковое оружие серповидной формы, имевшее на обухе шиловидный отросток, направленный вверх.

## История
История появления боевой косы берет своё начало ещё в XIV—XVI веках. Первоначально это было обычное сельскохозяйственное орудие, которое крестьяне, слегка переделав (разогнув угол соединения), стали использовать как боевое оружие. Впервые, согласно источникам, подобие боевой косы (нем. schweizerisch kriegsgertel) (с прорезным крестиком в боевой части) применили в XIV—XVI вв. швейцарские крестьяне-пехотинцы кантонов Ури, Швиц и Унтервальден, сражаясь против австрийской рыцарской конницы. Позднее боевые косы (нем. Streitsense, Sturmsense, Kriegssense) неоднократно использовались восставшими гуситами (XV в.) и немецкими крестьянами в период так называемой «Великой крестьянской войны» 1524—1525 годов. Популярность боевых кос среди крестьянской пехоты объяснялась тем, что это было наиболее удобное, универсальное и маневренное оружие для борьбы с рыцарской конницей. Дошедшие до нас и хранящиеся в западноевропейских музеях косы датируются, в основном, XVI веком, но есть и исключения. Например, боевая коса прусского ландштурма 1813 года. (нем. Kriegssense fur den Landsturm). В Германии боевые косы, как оружие, соответствующее возможностям крестьян, ещё долго применялось в Тироле, во время восстаний 1703, 1805 и 1809 годов.
Наряду с боевыми косами, в эпоху позднего средневековья применялось и оружие очень похожее на них, также происходящее от сельскохозяйственных орудий — глефа и куза.
По общему мнению практически всех польских историков и оружиеведов (В. Кващневич и др.), боевая коса (укр. бойова коса) была «изобретением» именно запорожской пехоты XVII в., которая в большинстве своем состояла из вчерашних крестьян. Поэтому боевая коса надолго становится одним из основных видов оружия запорожских казаков (см. Запорожская Сечь) времен национально-освободительной войны украинского народа (XVII в.), а позже — в XVIII в. — и оружием крестьянских повстанцев-гайдамаков. Из польских источников точно известно, что украинское казацко-крестьянское войско применяло боевые косы в знаменитой битве под Берестечком 1651 года. Польские шляхтичи вспоминали, что казаки эффективно использовали тогда боевую косу в оборонительных целях. В России боевая коса также была известна в XVII—XVIII вв., её употребляли крестьяне в период восстаний под предводительством Стеньки Разина и Емельяна Пугачева. Кроме того, и украинское и русское крестьянство применило боевые косы во время партизанской войны против наполеоновских солдат в 1812 г.(см. Отечественная война 1812 года).
Что касается Польши, то здесь боевые косы (пол. kosa bojowa) использовались холопами ещё в период Речи Посполитой во время «шведского потопа» 1655—1660 гг., а также во время восстания Тадеуша Костюшки (1794 г.)
По словам Влоджимежа Кващневича, в битве под Рославицами, в которой боевая коса сыграла важную роль, принимало участие две тысячи «косиньеров», образовавших т. н. Краковскую милицию; она выстраивалась в три шеренги, из которых первая была вооружена огнестрельным оружием, остальные — пиками и косами, которыми в сражении рубили, как саблей, а кололи, как копьем. Её применяли во время Ноябрьского восстания (29 ноября 1830 — 21 октября 1831)., когда каждый третий старый батальон регулярной пехоты, также как и вторые, и третьи новых полков повстанцев, были вооружены боевыми косами. Юзеф Кощчушко-Ожегальский вспоминал, что «в 1863 г. ни один пехотинец со штыком, имея разряженный карабин, не мог идти врукопашную с косиньером, который мог рубить и колоть неистово своей тяжелой и длинной косой». О том, каким огромным был вклад косиньеров в дело Ноябрьского восстания, свидетельствует фрагмент из «Разбора критического кампании 1831 г.» генерала Х. Дембиньского, в котором подается, между прочим, что только одно Краковское воеводство выставило в течение недели едва ли не 60 тысяч косиньеров. Генерал Ю. Хлопицкий, недооценивший роли косы в восстании, писал: «Не был я ополченцем и, не будучи в каких-либо близких отношениях с крестьянином, не ведал, что его мужество врожденное может его сделать страшным, когда он вооружен косой».
Перед Январским восстанием 1863-1864 гг., по словам Кващневича, заново разработал тактику косиньеров генерал Л.Мерославский. Скоро свидетель восстания наблюдатель швейцарского Генштаба, подполковник фон Эрлах написал в своей работе «Партизанская война в Польше в 1863 г.»: «это было единственное самое страшное оружие, причем такое, что отряд косиньеров уже во время марша, время от времени издавая приглушенный звук случайно задетых друг о друга кос, производит страшное впечатление. Их (косиньеров) вид с определенного расстояния будит больше гроз, чем стрелки или кавалерия.» Собственно, командуя косиньерами, ведя их на бой, погиб 05.03.1863 г. под Скалой российский революционер Анджей (Андрей) Потебня. Оружию этому, как впрочем и его творцам, и тем, которые им воевали, посвятил свою прекрасную картину «Кование кос» живописец Январского восстания Артур Гротгер. Со слов Кващневича, в XX в. боевая коса была применена последний раз, сыграв свою роль в крестьянском Шленском (Силезском) восстании 1921 г. в Шопеницах, а также в сентябре 1939 г. в Гдыне, где косами пользовались т. н. «червонные косиньеры Гдыньские».

## Устройство и применение
Клинок косы помещался в расщепленной верхней части древка и обтягивался железными обручами или приклепывался в древку, при этом древко в верхней части было обмотано проволокой с целью предохранения от перерубания. Боевой косой с крюком можно было легко зацепить и стащить с коня рыцаря, ею было удобно перерезать сухожилия лошадям и тем самым нейтрализовать кавалериста, наносить сильный рубящий удар.
Примерно в 1550 году в Аугсбурге (Германия) вышел двухтомный трактат о боевых искусствах «De arte athletica», автором которого был Пауль Гектор Майр (Paul Hector Mair). В этом прекрасно иллюстрированном трактате, написанном на латыни, подробно рассказано об обучении различным приемам рукопашного боя и боя на всевозможных видах холодного оружия (вплоть до предметов крестьянского инвентаря: серпах, молотах, косах и др.), включая различные «грязные» приемы и уловки. Приводятся приемы ведения боя «пехотинец-кавалерист» и «кавалерист-кавалерист». Описание каждого приема сопровождается цветной иллюстрацией, точно изображающей одежду и доспехи пехоты и рыцарей того периода.
П. Айгнер в разделе своей работы «Тактика корпуса пикинёров и косиньеров» писал: «по правилам хорошей тактики оружие в трех рядах должно быть смешанным: первый ряд — огнестрельное оружие, 2-й пики, третий — косы. Есть и другие хорошие способы, согласно которым 1-й ряд может иметь оружие со штыками, 2-й — косы, а 3-й — пики; или: 1-й ряд — 1 человек имел пику, направленную в сторону атаки, а 2-й просто идет, держа косу для рубки вертикально, 2-й ряд — пики, а 3-й — вспомогательный — косы». Кроме работы Айгнера, публиковался ряд других монографий, посвященных тактике боя боевой косой. Другая книга Айгнера — «Краткая наука о косах и пиках» помимо описания приемов пользования тем повстанческим оружием рекомендовала глубокую продуманную тактику войны этим оружием: бег с косами в строю во взаимодействии с пикинёрами и стрелками, вооруженными карабинами, то же — во взаимодействии с артиллерией, которая во время атаки «косиньеров» добивала артиллерийским огнём неприятеля. Айгнер писал: «Косы были оружием страшным в руках их владельцев, сражавшихся за свободу и независимость. Коса блеском своим пугает коня, лишая кавалерию преимущества и делает это оружие страшнее палаша и наносит им смертельные удары.»